# Винничевський Володимир Георгійович
Винничевський Володимир Георгійович (рос. Винничевський Владимир Георгиевич, 1923—1940) — наймолодший маніяк-вбивця СРСР, один з двох неповнолітніх злочинців, засуджених до смертної кари за всю історію існування СРСР .Шкільний друг Ернста Невідомого Народився в 1923 році в місті Кушва . Розстріляний за вироком у травні 1940 року .Єкатеринбурзької губернії (нині Свердловської обл.). У період з весни 1938 по осінь 1939 року скоїв 8 вбивств зі зґвалтуваннями, а так само доведено 10 епізодів нападів на інших жертв, але в цих епізодах жертвам вдавалося відбитися від нього і таким чином врятуватися . У момент затримання Винничевський намагався задушити 4-х річного хлопчика, але був схоплений на місці злочину .

## Вбивства і невдалі напади
Винничевський здійснював вбивства за допомогою спочатку кухонного ножа, який в процесі одного з вбивств зламав, далі користувався швейцарським складним ножем. Для пошуку цілей Винничевський обходив двори під виглядом доручення піонерської дружини з пошуку металобрухту. На початку осені 1938 року першою його жертвою стала 4-х річна свердловчанка Герта Грибанова. Вона була викрадена прямо у дворі власного будинку, далі була вбита і кинута у вигрібну яму зовнішнього сільського туалету.
Герті Грибанової було нанесено 8 ножових поранень в різні частини тіла, ніж в процесі цього був зламаний, від зламаного ножа Винничевський позбувся і надалі користувався для скоєння злочинів викруткою і складним ножем.
Вбивство Герти Грибанової дало слідчим доказ-череп дівчинки з застряглим в ньому уламком ножа. Тіло дівчинки слідчі органи обезголовили: череп залишили як доказ, а решту видали батькам дитини для поховання. Розрахунок був, що вбивця буде знову використовувати той кухонний ніж, яким позбавив життя Грибанову. Однак це припущення не збулося.
Хоча більшість нападів Винничевський здійснив у Свердловську, він здійснив виїзди в інші міста Свердловської області, один напад було ним скоєно в Нижньому Тагілі, а ще — в Кушві. Винничевський нападав як на хлопчиків, так і на дівчаток. Мотивом нападу було вчинення сексуального акту з жертвами. Спочатку Винничевський намагався вчинити «природний» статевий акт з дівчатками-жертвами, але переконався, що, в силу анатомічних ОБМЕЖЕНЬ, це зробити неможливо. Тоді він став здійснювати Анальні статеві акти, а в деяких випадках (зазвичай в холодну пору року) обмежувався тертям геніталій. Після завершення акту Винничевський душив жертву, а іноді добивав її холодною зброєю.
За період розшуку Винничевського було затримано безліч громадян, раніше судимих за злочини сексуального характеру, так само затримувалося багато неповнолітніх хуліганів, але їх винність найчастіше спростовувалася з різних причин, в тому числі і через знаходження інших загиблих дітей під час їх затримання, а так само свідчення вцілілих жертв нападів. Після двох невдалих нападів Винничевський обрав нову тактику. Він своїх жертв виманював в лісові масиви на околиці міста, або в лісопарки, де після вбивства ховав трупи в листі і гілках. Саме так загинули від його рук 3-х річна Валентина Камаєва і 3-х річна Аліна Губіна. Сьоме вбивство Винничевський скоїв у Кушві, його жертвою стала 4-х річна Катерина Лобанова. Її тіло було знову кинуто у вигрібну яму, де довгий час не виявлялося, так як там важко помітити запах розкладання.
Свою 8-ту, останню жертву- 4-річну Таїсію Морозову-Вінничівський роздягнув, тіло дівчинки він викинув у вигрібну яму, а одяг викинув у палісадник житлового будинку, розраховуючи, що саме там шукатимуть останки дитини. Кинуті у вигрібні ями жертви, навіть якщо залишалися в живих, практично не мали шансів на порятунок, проте одна з його жертв на ім'я Раїса Рахматулліна, будучи ще живою, опритомніла у вигрібній ямі, після чого її вдалося врятувати.

## Розшук
Для упіймання Винничевського були задіяні оперативники центрального апарату НКВС СРСР . Кримінальну справу курирував особисто народний комісар (міністр) внутрішніх справ СРСР .
Перші свідчення про те, як виглядає злочинець вдалося отримати від дивом вижив 4-х річного Бориса Тітова, якому Винничевський запропонував покататися на санках, після чого вивіз на пустир, намагався зґвалтувати, але в результаті неможливості цього кинув його в замет і втік . Таким чином коло підозрюваних значно звузилося, так як вдалося з'ясувати, що вік злочинця приблизно 15-25 років . Карний розшук під час пошуку Винничевського відчував величезні проблеми в затриманні цього маніяка відразу з двох причин: по перше Винничевський щоб заплутати сліди волів різні способи приховування тіл загиблих, по друге в ті часи не тільки на Уралі, але і в СРСР в цілому у міліції не було ніякого досвіду розшуку подібних злочинців і розслідування подібних злочинів.
У процесі розшуку Винничевського було затримано безліч малолітніх хуліганів, а так само громадян раніше судимих за сексуальні злочини . Деякі з них під тиском навіть брали провину на себе, але це часто спростовувалося інформацією про черговий напад на дітей дошкільного віку .
24 жовтня 1939 року троє курсантів вищої школи міліції, які патрулювали в цивільному район зупинки громадського транспорту «мідний Рудник» помітили підлітка, який спілкувався з дитиною дошкільного віку, після чого повів його в лісовий масив на околиці міста. Курсанти Крилов, Попов і Ангелов гналися за ним, але втратили його з уваги, далі один з них наздогнавши його побачив явну спробу удушення, націливши револьвер системи Нагана на Винничевського змусив його кинути ще живого хлопчика . Зрозумівши, що відпиратися було вже марно і знайти якесь виправдання неможливо Винничевський почав давати свідчення, де зізнався у 8 вбивствах . Вижили жертви нападів так само впізнали в ньому злочинця .

## Слідство, суд і вирок
В ході слідства Винничевський зізнався у вбивствах, причому виявилося, що він фіксував всі епізоди на папері, шифруючи текст.
Доктор юридичних наук А. С. Смикалін підкреслює, що суд над Винничевським проходив, коли радянське законодавство передбачало смертну кару для неповнолітніх, які досягли 12-річного віку. Нарком оборони К.є. Ворошилов 19 березня 1935 року послав і. в. Сталіну, в. м. Молотову і м. і. Калініну листи з пропозицією ввести смертну кару для дітей, вказуючи на статистику дитячої злочинності в Москві і, зокрема, на поранення 9-річним хлопчиком сина заступника прокурора радянської столиці. Лист швидко дав результат у вигляді нормативно-правового акта. 8 квітня 1935 року було опубліковано спільну постанову ЦВК і Раднаркому СРСР «Про заходи боротьби зі злочинністю серед неповнолітніх», що передбачає введення смертної кари з 12-річного віку. Про це було відомо за кордоном.

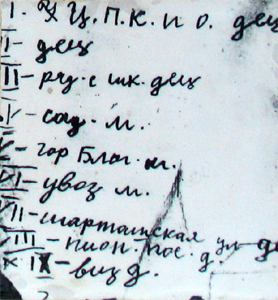
Щоденник Винничевського з шифрованою інформацією про жертви своїх вбивств .
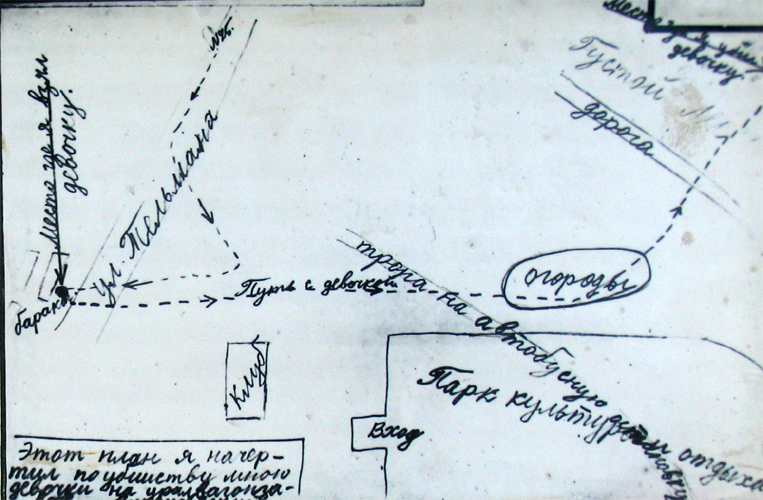
План-схема викрадення Маргарити Фоміної в Нижньому Тагілі, складена Винничевським під час допиту .

### Реакція батьків
1 листопада 1939 р. 12 годин дня батьки Винничевського принесли в обласну газету «Уральський робітник» заяву такого змісту: "Ми, батьки, відрікаємося від такого сина і вимагаємо застосувати до нього вищу міру — розстріл.Таким виродкам в радянській родині життя бути не може "
Оригінал російською мовою: 
"Мы, родители, отрекаемся от такого сына и требуем применить к нему высшую меру — расстрел. Таким выродкам в советской семье жизни быть не может "

## Думки сучасників Про Винничевськом
Шкільний друг Винничевського, знаменитий скульптор Ернст Неізвестний, відгукується про Винничевського наступним чином: " Я можу сказати, що він був хлопчик дуже Смирний, сором'язливий, любив бувати один, часто в школі він стане де-небудь в кут біля стінки і стоїть. Буваючи з ним разом, я вів розмови про дівчаток, він завжди відгукувався про них з якоюсь гидливістю і говорив, що він статевих зносин не любить і ніколи не мав…
Я особисто часто помічав за ним, що він, йдучи до вбиральні, залишався там дуже довго, що він там робив, мені невідомо. "
Оригінал російською мовою: " Я могу сказать, что он был мальчик очень смирный, стеснительный, любил бывать один, часто в школе он станет где-либо в угол у стенки и стоит. Бывая с ним вместе, я вёл разговоры о девочках, он всегда отзывался о них с какой-то брезгливостью и говорил, что он половых сношений не любит и никогда не имел…
Я лично часто замечал за ним, что он, уходя в уборную, оставался там очень долго, что он там делал, мне неизвестно «

## Місце поховання
В СРСР тіла страчених не видавалися родичам для поховання, а ховалися в спеціальних секретних місцях. Ймовірно, Винничевський похований на 12 кілометрі Московського тракту. Це єдине відоме місце поховання страчених у Свердловській області в 1930-і роки. Радянські органи при похованні тіл страчених не ділили їх за статтями, за які вони були засуджені до розстрілу. Тому в одній братській могилі виявлялися страчені як з політичних мотивів, так і за кримінальними статтями, як Винничевський. У 1990-ті роки поховання на 12 кілометрі Московського тракту було перетворено на меморіальний комплекс пам'яті жертв репресій 1920 — х-1950-х років. 20 листопада 2017 року на цьому комплексі було відкрито пам'ятник» Маски скорботи: Європа-Азія " роботи скульптора Ернста Неізвестного, у минулому-шкільного друга Винничевського.